# Давос Сиворт
Да́вос Си́ворт (англ. Davos Seaworth) — персонаж серии фэнтези-романов «Песнь Льда и Огня» американского писателя Джорджа Мартина. Является одним из центральных персонажей серии, от лица которого ведётся часть глав романов. В книгах «Битва королей» (1998), «Буря мечей» (2000), «Танец с драконами» (2011) и «Ветра зимы» является центральным персонажем.
В телесериале «Игра престолов» роль Давоса Сиворта играет ирландский актёр Лиам Каннингем. В сериале Давос Сиворт впервые появляется во втором сезоне и является основным персонажем.

## Роль в сюжете[2]

### Битва Королей
После смерти брата Станниса, короля Роберта Баратеона, Давос был послан Станнисом на переговоры с Штормовыми Лордами для привлечения их борьбе Станниса за трон, однако те либо не стали говорить с Давосом, либо отказались присоединиться в ходе беседы, так как были преданы младшему брату Станниса, Ренли Баратеону, лорду Штормового Предела.
Присутствовал на пиру, на котором погиб Мейстер Крессен. Смерть мейстера стала одним из факторов, настроивших Давоса против жрицы Мелисандры. Присутствовал при сожжении идолов Семерых, затем отправился по поручению Станниса в плавание вдоль северного побережья Вестероса с целью донести послание Станниса до простого народа. Присоединился к войскам Станниса уже после смерти Ренли, участвовал в переговорах с Кортни Пенрозом, затем по приказу Станниса он провез Мелисандру в туннель под Штормовым Пределом и стал свидетельством рождения тени, убившей Ренли Баратеона.
Отправился с флотом Станниса к Королевской Гавани, участвовал в битве на Черноводной. Опытный моряк, он заподозрил ловушку, однако адмирал флота cир Имри Флорент оказался лишён подобного чутья, и флот Станниса потерпел сокрушительное поражение. В этом бою погибли четыре старших сына Давоса, также командовавшие другими кораблями или занимавших на них важные посты.

### Буря Мечей
Потеряв в бою и свой собственный корабль, Давос чудом сумел спастись вплавь, поднырнув под цепью и проплыв под горящими кораблями. Он надолго задержал дыхание и уже начал тонуть, что, видимо, привело к потере сознания, потому что очнулся Луковый рыцарь на небольшой скале в Черноводном заливе. В течение неопределённого времени Давос страдал от голода, жажды и непогоды, пока, смирившийся с неизбежным, не заметил парус галеи «Плясунья Шайяла». Корабль доставил рыцаря на Драконий Камень, где он намеревался убить Мелисандру, однако жрица предвидела его действия: Давос был схвачен и заключен в тюрьму.
Позднее он был освобождён и за свою верность королю Станнису получил титулы лорда Дождливого Леса, адмирала Узкого Моря и десницы короля. Вокруг него объединились люди, кто не желал принимать методов Мелисандры, среди них были кузен Станниса сир Эндрю Эстермонт и герои битвы на Черноводной, сир Джеральд Говер и Ролланд Шторм. Главным их достижением явилось спасение племянника короля, Эдрика Шторма от ритуального сожжения. Этот поступок едва не стоил Давосу головы, однако ему удалось убедить Станниса в том, что ему следует отправится на Стену. Был в числе людей Станниса в Восточном Дозоре у Моря, позже был послан Станнисом на переговоры в Белую Гавань.

### Пир Стервятников
В данной книге Давос не появлялся. Мейстер Пицель сообщил Серсее Ланнистер, что лорд Белой Гавани Виман Мандерли, уже перешедший на сторону Железного Трона, казнил Давоса и вывесил его голову и руки на городской стене. Впрочем, неизвестно, был ли это действительно Давос Сиворт.

### Танец с драконами
Давос, к собственному счастью, не добрался до Белой Гавани: флот сильно потрепало штормом, и Салладор Саан высадил королевского Десницу на Трёх Сёстрах. Здесь Давос, правда, все-таки оказался в заключении — его на острове Милая Сестра прекрасно помнили как контрабандиста и схватили, когда он пытался переправиться на материк. В беседе с местным лордом Годриком Борреллом Давос узнал, что в Белую Гавань уже прибыли Фреи. Они привезли с собой останки одного из двух его пленных сыновей, и теперь Мандерли и Фреи готовятся заключить брачный союз. И все же Давосу удалось убедить Борелла позволить ему покинуть Милую сестру. По прибытии в Белую гавань, Давос обнаруживает, что лорд Мандерли собирает армию. Не видя иной возможности выполнить свою миссию, Давос решил напрямую обратиться к лорду. Виман Мандерли отказал ему в личной аудиенции и разыграл целый спектакль, в котором объявил Давоса изменником; по приказу лорда Мандерли Давос был взят под стражу и затем якобы казнен. Однако через несколько дней лорд Мандерли встретился с Давосом и сообщил ему, что вместо него был казнен преступник, похожий на него, а холодный прием был необходим ради сохранности единственного сына лорда Вимана. Мандерли показал Давосу немого оруженосца Теона Грейджоя, Векса, который пережил штурм Винтерфелла и поведал истинную историю того дня, используя рисунки. Из его рассказа стало известно, что двое из Старков спаслись, и Белая Гавань и её знаменосцы готовы принести вассальную присягу Станнису, если Давос добудет им истинного наследника Винтерфелла.

### Ветра зимы
Давос был отправлен в экспедицию на поиски Рикона Старка, предположительно на Скагос.

## В экранизации
В телесериале «Игра престолов» роль Давоса Сиворта играет ирландский актёр Лиам Каннингем.
Лиам Каннингем — левша, поэтому у Давоса Сиворта в сериале искалечена правая рука, а не левая. Он носит меч на правом боку.

#### Второй сезон
В сериале Маттос Сиворт является единственным сыном Давоса. Другие сыновья не упоминаются.

#### Третий сезон
Побег Джендри, который в сериале замещает Эдрика Шторма, Давос устраивает не после всех трех смертей, а сразу после получения новостей о смерти Робба Старка. Аналогично и с письмом Ночного Дозора — Станнис узнаёт о нём раньше смерти Бейлона Грейджоя и Джоффри Баратеона.

#### Четвёртый сезон
По дороге к Стене Станнис Баратеон, по совету Давоса, прибывает в Браавос, где Железный Банк после переговоров выдает ему кредит на продолжение войны — и, похоже, на войну именно на Севере. Там же к нему присоединяется Салладор Саан.

#### Пятый сезон
В пятом сезоне Давос сопровождает Станниса в поход на Винтерфелл, однако после диверсии Рамси Сноу, когда были сожжены припасы, король отправляет Давоса в Чёрный замок за помощью и отказывает тому в просьбе взять с собой Ширен. Там, препираясь с лордом-командующим Сноу, он встречает Мелисандру — единственную из выживших в походе. На вопрос о принцессе он не получает ответа.

#### Шестой сезон
В самом начале 6 сезона обнаружил тело Джона Сноу и взял его под свою защиту. Отклонил предложение Аллисера Торне сдаться перед ним. Обратился к Мелисандре с просьбой попытаться воскресить Джона Сноу, в церемонии воскрешения которого принял участие. Обнаружил ожившего Джона Сноу и убедил его продолжать жить дальше. Стал свидетелем казни участников заговора против Джона Сноу. От Мелисандры узнал о поражении Станниса в Снежной битве, а от Бриенны узнал о гибели Станниса. На военном совете в Чёрном Замке не согласился с Сансой начать переговоры с Карстарками. Отправился с Джоном Сноу, Мелисандрой, Тормундом и Сансой Старк на переговоры с северными лордами. Принял участие в переговорах Джона Сноу с одичалыми. Убедил Лианну Мормонт поддержать Джона Сноу и Сансу Старк в войне с Болтонами. Присутствовал при неудачных переговорах Джона и Сансы с Робеттом Гловером. Отправился в поход на Винтерфелл. Присутствовал при переговорах Джона Сноу с Рамси Болтоном. Нашёл место сожжения Ширен, поскольку в 7 серии 6 сезона Давос говорил Джону, что их лагерь располагается там же, где раньше располагался лагерь Станниса. Принял участие в Битве Бастардов. Вступил в конфликт с Мелисандрой из-за Ширен, в результате которого Джон изгнал Мелисандру. В самом конце 6 сезона становится свидетелем провозглашения Джона Сноу — Королём Севера.

#### Седьмой сезон
В самом начале 7 сезона принял участие в военном совете в Винтерфелле. Стал свидетелем принятия Джоном Сноу решения насчет поездки на Драконий Камень. Принял участие в переговорах Дейенерис и Джона на Драконьем Камне. Стал свидетелем встречи Теона и Джона Сноу. Нашел Джендри в Королевской Гавани и привез его на Драконий Камень. Узнал от Джендри об участи отряда Джона Сноу в Застенье. В конце 7 сезона принял участие в переговорах Серсеи, Джона Сноу и Дейенерис.

#### Восьмой сезон
В начале финального сезона Давос прибывает с Джоном Сноу в Винтерфелл. Давос участвует в битве с белыми ходоками под Винтерфеллом и в сражении за Королевскую Гавань. В конце сериала он становится Мастером над кораблями, служа новому королю — Брану Старку.